# Juno II
Juno II là phương tiện phóng vệ tinh được Mỹ sử dụng trong giai đoạn cuối thập niên 1950 và đầu những năm 1960. Nó được thiết kế dựa trên tên lửa PGM-19 Jupiter với việc sử dụng tầng đầu tiên của Jupiter.

## Quá trình phát triển
Động cơ nhiên liệu rắn được thiết kế dựa trên động cơ nhiên liệu rắn sử dụng trên tên lửa MGM-29 Sergeant, mười một động cơ được trang bị trên tầng hai tên lửa, ba động cơ cho tầng ba, và một động cơ ở tầng bốn, cấu hình tương tự như tên lửa Juno I nhỏ hơn. Trong một vài lần phóng tên lửa vào quỹ đạo Trái đất ở tầm thấp, tên lửa bỏ tầng thứ 4, cho phép tên lửa mang thêm tải trọng 9 kg. Việc phát triển Juno II được tiến hành rất nhanh vì nó sử dụng các phần cứng đã có sẵn. Dự án bắt đầu từ đầu năm 1958 và tên lửa đầu tiên được phóng lên vào cuối năm. Hãng Chrysler đảm nhận hợp đồng về tổng thể, trong khi Rocketdyne chịu trách nhiệm việc phát triển động cơ sử dụng trên tầng một và phòng thí nghiệm sức đẩy phản lực đảm nhiệm phát triển động cơ ở các tầng còn lại. Ba tên lửa đầu tiên là tên lửa Jupiter được hoán cải, tuy nhiên tất cả các tên lửa đẩy còn lại đều được chế tạo mới.
Sự khác biệt chính giữa tên lửa Juno II và Jupiter là các thùng chứa thuốc phóng được kéo căng để tăng thời gian động cơ đốt nhiên liệu (thời gian đốt hết nhiên liệu ở tầng đầu tiên lâu hơn khoảng 20 giây so với trên Jupiter), cấu trúc tên lửa được gia cố để đỡ phần trọng lượng tăng thêm của các tầng trên và hệ thống dẫn đường quán tính được thay thế bằng một hệ thống dẫn đường vô tuyến từ mặt đất.

## Lịch sử
Juno II được sử dụng để phóng các vệ tinh; trong đó sáu lần phóng đã thất bại. Các vệ tinh được đưa lên quỹ đạo bằng Juno II bao gồm Pioneer 3, Pioneer 4, Explorer 7, Explorer 8, và Explorer 11 từ bệ phóng LC 5 và LC 26B từ trung tâm phóng tàu vũ trụ Cape Canaveral.
Lần phóng đầu tiên diễn ra vào ngày 12/12/1958, Juno II mang theo vệ tinh Pioneer 3, tầng đầu tiên bị tách quá sớm khỏi tên lửa, dẫn đến các tầng phía trên không có đủ vận tốc cần thiết. Do đó vệ tinh Pioneer 3 không thể thoát khỏi quỹ đạo Trái đất, nhưng nó vẫn truyền dữ liệu trong vòng 40 tiếng trước khi nó quay trở lại bầu khí quyển.
Pioneer 4 phóng thành công vào ngày 3/3/1959, khiến nó trở thành vệ tinh đầu tiên quay quanh Mặt trăng đã hoàn thành tất cả các nhiệm vụ, cũng như là tàu thăm dò mặt trăng thành công duy nhất của Hoa Kỳ cho đến năm 1964.
Sau khi thành công với Pioneer 4, NASA đã chuyển sang sử dụng tên lửa đẩy Atlas-Able lớn hơn cho các sứ mệnh Mặt trăng và sử dụng tên lửa đẩy Juno II cho các nhiệm vụ đưa vệ tinh lên quỹ đạo quanh Trái đất. Bằng cách loại bỏ tầng thứ 4, tải trọng của tên lửa Juno II đã được tăng lên gần gấp đôi.
Nỗ lực phóng vệ tinh Explorer diễn ra vào ngày 16/7 đã thất bại khi tên lửa Juno II mất kiểm soát ngay sau khi phóng lên. Tên lửa rơi xuống cách vị trí phóng vài trăm feet. Nguyên nhân do hỏng bộ biến tần cấp điện cho hệ thống dẫn đường khiến động cơ tên lửa bị ngắt, làm tên lửa bị lật ngang.
Ngày 15/8, tên lửa Juno II mang theo vệ tinh Beacon. Trong khi tầng đầu của tên lửa hoạt động tốt, thì các tầng bên trên đã trục trặc, hệ thống điều khiển trục trặc và đã khiến tên lửa đi xuống Đại Tây Dương thay vì bay lên quỹ đạo.
Explorer 7 đã được lên kế hoạch phóng vào tuần cuối cùng của tháng 9, nhưng một vụ thử tên lửa Jupiter trên một bệ phóng liền kề đã rơi xuống ngay sau khi được phóng lên vào ngày 15 tháng 9 và làm cho tên lửa Juno II bị hư hại nhẹ. Các thiệt hại nhanh chóng được sửa chữa và vụ phóng diễn ra thành công vào ngày 13 tháng 10. Explorer 7 sẽ là lần phóng tên lửa Juno II cuối cùng từ bệ phóng LC-5 vì bệ phóng này sau đó được chuyển nhượng lại vĩnh viễn cho các vụ phóng tàu thuộc Dự án Mercury.
Vào ngày 23 tháng 3 năm 1960, một vệ tinh Explorer khác cũng không được đưa lên quỹ đạo thành công do một động cơ của tầng hai không thể kích hoạt, khiến cho vệ tinh rơi xuống Đại Tây Dương.
Giữa năm 1960, với chỉ hai lần phóng vệ tinh thành công trong tổng số 6 lần phóng, NASA đã phải cân nhắc lại việc tiếp tục sử dụng tên lửa đẩy Juno II làm phương tiện phóng vệ tinh. Các lỗi chủ yếu do việc kiểm tra tên lửa hời hợt và không đầy đủ. Điều này được cho là do chương trình đã kết thúc, dẫn đến sự thờ ơ của những người trong chương trình. Nhóm JPL, những người đã tham gia phát triển Juno II ban đầu chỉ dự định dùng nó cho các tàu thăm dò Mặt trăng Pioneer và sự quan tâm của họ đối với tên lửa Juno II bắt đầu suy giảm ngay khi NASA bắt đầu sử dụng Juno II để phóng vệ tinh lên quỹ đạo Trái đất thay vì Mặt trăng. Tệ hơn nữa, hầu hết nhóm thiết kế đã bị giải tán và các thành viên của nhóm được phân công lại cho các dự án khác, gây khó khăn cho việc thu thập thông tin kỹ thuật cho Juno II.
Vào thời điểm này, NASA còn bốn tên lửa Juno II còn sử dụng được.
Explorer 8 được phóng thành công vào ngày 3 tháng 11, trong khi lần phóng vệ tinh tiếp theo vào ngày 24 tháng 2 năm 1961 thất bại.
Explorer 11 được phóng thành công vào ngày 27 tháng 4, gần một tháng sau sự cố trong chương trình Mercury và Vostok 1 của Liên Xô đưa người đầu tiên vào không gian.
Ngày 24 tháng 5, Juno II thực hiện chuyến bay cuối cùng, từ bệ phóng LC-26A mang một vệ tinh nghiên cứu tầng điện ly Beacon. Vụ phóng thất bại do động cơ tầng 2 không được kích hoạt và vệ tinh đã rơi xuống biển. Từ đó trở đi, các tên lửa đẩy Thor-Delta và Agena đã trở thành tên lửa đẩy hạng nhẹ và hạng trung chủ yếu của Mỹ.

### Đặc tính kỹ thuật
- Tổng chiều dài: 24,0 m

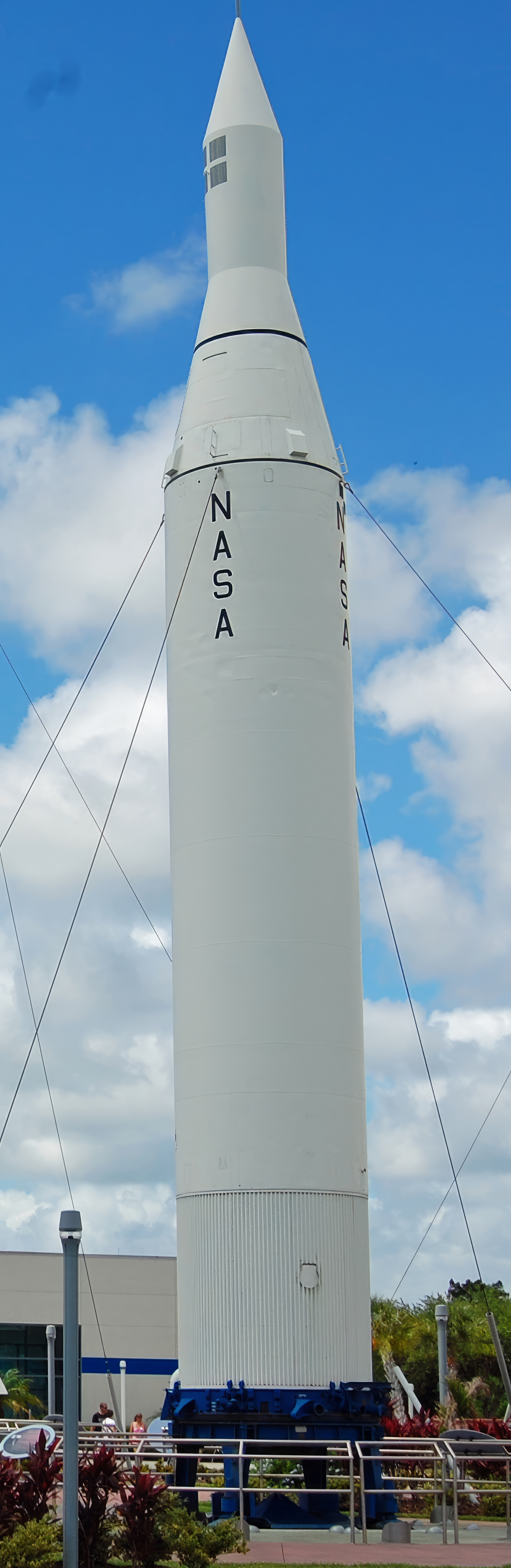
Juno II trưng bày tại Cape Canaveral

- Trọng tải mang được lên quỹ đạo 200 km: 41 kg
- Tải trọng ở vận tốc thoát: 6 kg
- Phóng lần đầu: ngày 6 tháng 12 năm 1958
- Phóng lần cuối: 24 tháng 5 năm 1961

| Tham số                  | Tầng 1                      | Tầng 2                      | Tầng 3                      | Tầng 4                      |
| ------------------------ | --------------------------- | --------------------------- | --------------------------- | --------------------------- |
| Tổng khối lượng          | 54.431 kg                   | 462 kg                      | 126 kg                      | 42 kg                       |
| Khối lượng rỗng          | 5,443 kg                    | 231 kg                      | 63 kg                       | 21 kg                       |
| Lực đẩy                  | 667 kN                      | 73 kN                       | 20 kN                       | 7 kN                        |
| Isp                      | 248 giây (2,43 kN · s / kg) | 220 giây (2,16 kN · s / kg) | 236 giây (2,31 kN · s / kg) | 249 giây (2,44 kN · s / kg) |
| Thời gian đốt nhiên liệu | 182 giây                    | 6 giây                      | 6 giây                      | 6 giây                      |
| Chiều dài                | 18,28 m                     | 1,0 m                       | 1,0 m                       | 1,0 m                       |
| Đường kính               | 2,67 m                      | 1,0 m                       | 0,50 m                      | 0,30 m                      |
| Động cơ:                 | Rocketdyne S-3D             | Eleven Sergeants            | Three Sergeants             | One Sergeant                |
| Nhiên liệu               | LOX / RP-1                  | Nhiên liệu rắn              | Nhiên liệu rắn              | Nhiên liệu rắn              |